# Reinhard von Gemmingen († 1483)
Reinhard von Gemmingen († 1483) entstammte dem Geschlecht der Herren von Gemmingen aus deren frühem Stamm B (Hornberg). Er ging bei der Aufteilung des Besitzes von Eberhard dem Tauben leer aus, da er zunächst in den geistlichen Stand getreten war. Er wechselte dann jedoch in pfälzische Militärdienste, wurde zeitweilig mit einem Teil von Gemmingen belehnt und erhob später Anspruch auf Güter in Gosheim und ein Haus in Heidelberg.

## Leben
Reinhard war ein jüngerer Sohn Eberhards des Tauben († 1479) und der Barbara von Neipperg. 1452 war er Kanonikus an St. Alban bei Mainz. Als seine älteren Brüder Hans (1431–1487) und Eberhard († 1501) um 1455 bzw. 1457 heirateten, sagte der Vater zu, dass die restlichen fünf Brüder in den geistlichen Stand treten würden. Das väterliche Erbe solle allein den Söhnen Hans und Eberhard zur Sicherung ihrer Familien zufallen. Reinhard begleitete 1459 den Speyrer Bischof Siegfried III. von Venningen bei seiner Zusammenkunft mit Markgraf Karl I., verließ jedoch den geistlichen Stand wieder und trat in pfälzische Militärdienste, in denen sich sein Vater und sein Bruder Hans zu jener Zeit große Verdienste erworben hatten. Gemeinsam mit dem Vater und mit Bruder Hans lag Reinhard 1471 vor Burg Wachenheim, während Bruder Eberhard inzwischen Hof- und Kammermeister bei Pfalzgraf Friedrich I. war.
Bei der Aufteilung des Besitzes durch den Vater war Reinhard leer ausgegangen. Der Vater hatte für sich nur einen geringen Besitzteil zurückbehalten und war dadurch selbst in wirtschaftliche Schwierigkeiten geraten, die zu langwierigen Verhandlungen zwischen Vater und Söhnen führten. 1473 erhielt Reinhard einen Anteil an Gemmingen, nämlich das Vordere hohe Haus im Schloss sowie im Vorhof das Viehhaus an der äußeren Brücke und die daran gelegene unbezimmerte Hofstatt als speyrisches Lehen von Bischof Matthias von Rammung und trat damit in die Lehensnachfolge des Vaters ein. 1475 klagte er auf Abtrag und Zehrung gegen seinen Bruder Hans. 1476 erreichte sein Bruder Eberhard, dass Reinhard das speyrische Lehen in Gemmingen verlor und stattdessen Eberhard damit belehnt wurde. Im selben Jahr klagte der Speyrer Jude Videl gegen Reinhard von Gemmingen vor dem Hofgericht in Rottweil, worauf der kaiserliche Hofrichter Johann von Sulz die Ächtung gegen Reinhard aussprach.
1479 ordnete Pfalzgraf Philipp an, dass der Besitz zu gleichen Teilen unter den Brüdern aufgeteilt werden solle. Die Erbstreitigkeiten setzten sich über den Tod des Vaters hinaus fort. Reinhard forderte von seinem Bruder Hans, dass dieser die Güter in Gosheim, die Hans der Pfalz zu Lehen gemacht hatte, wieder in Reinhards Eigenbesitz bringen solle. Außerdem beanspruchte Reinhard ein Haus in Heidelberg, das Hans hatte ausbauen lassen und wegen der Bauaufwendungen zu seinem Besitz zählte. 1481 erreichte Pfalzgraf Philipp einen Vergleich zwischen den Brüdern. Reinhard verstarb jedoch schon wenig später, spätestens im Sommer 1483, da im August 1483 vier Bürgen vor Pfalzgraf Philipp um die Aufhebung einer Bürgschaft für den verstorbenen Reinhard baten. Reinhards Bruder Eberhard hat 1493 die Hälfte des Fischwassers von Kochertürn verkauft, um noch bestehende Schulden Reinhards zu begleichen.

## Familie
Er war verheiratet mit Anna von Waldenfels, die 1500 noch kinderlos in Widdern lebte. Das Paar hatte keine Nachkommen.